# 완곡어법
완곡법(婉曲法)은 말하는 사람이 듣는 사람에게 거슬리는 상황을 직접 표현하지 않고 덜 공격적이고 동의할만한 표현을 사용하는 방법을 의미한다. 비슷한 표현들의 예시는 완곡어구, 완곡어법, 유피미즘(euphemism)이다.

## 예시
- 영어: die('죽다')의 완곡한 표현은 pass away다.
- 한국어: '똥을 누다'의 완곡한 표현은 '뒤보다'다.
- 중국어: '(다른 사람이) 병나다'의 완곡한 표현은 '违和'다.
- 독일어: 'sehr gut(뜻: 매우 좋은)'의 완곡한 표현은 'nicht übel(뜻: 나쁘지 않은)'이다.
- 프랑스어: 'emmerder(뜻: 성가시게 하다, 귀찮게 하다)'의 완곡한 표현은 'emmieller(뜻: 귀찮게 하다[구어])'다.
- 네덜란드어: 'duivel(뜻: 악마)'의 완곡한 표현은 "koekoek"다.
- 하우사어: '독사처럼 보이는 뱀'의 완곡한 표현은 'igiyàr̃-ƙasà'다.

## 용어
유피미즘(euphemism)이라는 용어는 "좋게 말하는 것"을 뜻하는 그리스어 낱말 ευφημία(유피미아)에서 온 것이다. 그리스어의 어근 유(ευ, 좋다) + 피미(φήμι, 말하기)의 합성어에서 비롯한 것이다.

## 관련 논문
- 김종수, 〈터부와 완곡어법―신체 영역을 중심으로〉, 《독일어문학》 16-2, 한국독일어문학회, 2008년
- 정환승, 〈태국어의 완곡 표현에 대한 연구〉, 《한국태국학회논총》 16-2, 한국태국학회, 2010년
- 김기선, 〈몽골 비사에 나타나는 중세 몽골 유목민의 완곡어법 연구 –성, 인명, 배변, 죽음에 관한 어휘를 중심으로-〉, 《동아시아고대학》 30, 동아시아고대학회, 2013년
- 강병창·안혁, 〈죽음의 수사학 - 완곡어법을 중심으로〉, 《수사학》 18, 한국수사학회, 2013년
- 박성규, 〈《논어》에서 공자의 완곡어법〉, 《유교사상문화연구》 59, 한국유교학회, 2015년
- 이성민·이건주, 〈러시아어의 언어 터부: 완곡어법과의 관계를 중심으로〉, 《러시아학》 23, 충북대학교 러시아·알타이지역 연구소, 2021년

## 같이 보기
- 프레이밍
- 정치적 올바름
- 파로노마지아
- 성적 속어
- 스핀 닥터
- 언어 유희